# Vladimír Vetchý
Vladimír Vetchý, né le 9 mai 1949 à Třebíč, est un mathématicien et homme politique tchèque, membre du parti social-démocrate tchèque (ČSSD).